# Partido (Verwaltungseinheit)
Partidos sind in der argentinischen Provinz Buenos Aires die höchstrangigen Verwaltungseinheiten unterhalb der Provinzebene.
Die 135 Partidos gelten im Gegensatz zu den sogenannten Departamentos der anderen Provinzen Argentiniens gleichzeitig als Municipios (etwa: Gemeinden). Sie sind aufgeteilt in Ortschaften (localidades), die aber keine unabhängige Verwaltungsstruktur besitzen. Die Ortschaft, in der die Verwaltung ihren Sitz hat, wird cabecera genannt.
An der Spitze der Verwaltungsgliederung der Partidos steht der Intendente (etwa: Bürgermeister), der die Exekutive ausübt. Der Intendente ernennt die Autoritäten der Ortschaften, in die das Partido aufgeteilt ist.
Die Legislative setzt sich aus dem consejo deliberante (Rat des Partidos) mit 6 bis 24 Mitgliedern, je nach Einwohnerzahl des Partidos, und dem consejo escolar (Schulrat) mit 4 bis 10 Mitgliedern zusammen. Alle Organe werden vom Volk alle vier Jahre gewählt.